# Cagiva C10
La C10 è una motocicletta da competizione della casa Cagiva, che ha partecipato al motomondiale 1985 e 1986. Questo modello segna una svolta tecnica rispetto alle precedenti realizzazioni della casa varesina, grazie a un motore completamente riprogettato.

## Descrizione
La moto adotta per la prima volta un motore V4, in luogo del precedente quadricilindrico in configurazione a U (nello specifico un motore in quadrato), a due alberi motore controrotanti ed alimentazione a lamelle (invece dei dischi rotanti delle versioni precedenti).
Al reparto corse Cagiva optarono per il cambio di configurazione del motore (dopo aver tentato anche la strada del 4 in quadrato con alimentazione a lamelle anziché a disco rotante) perché oramai con il quattro in quadrato non erano riusciti a ottenere le prestazioni desiderate, mentre i risultati della concorrenza dotata del V4 dimostravano quale fosse la strada da seguire: il motore V4 era più stretto del precedente, garantendo vantaggi aerodinamici.
Il telaio della moto segue lo schema Deltabox delle Yamaha ufficiali, cioè del tipo perimetrale con doppia trave e doppia culla, costruito con tubi di sezione quadrata, con il telaietto saldato al telaio principale, durante gli anni il telaio ha avuto diverse modifiche strutturali, specialmente nel 1985, dove cambia molto la sua struttura telaistica, mentre nel 1986 si ha l'aumento delle sezioni delle travi e una leggera revisione della struttura delle culle.
Per quanto riguarda la ciclistica, la moto inoltre utilizza un forcellone in alluminio (non più un tubolare) e delle pinze anteriori a quattro pistoncini e non più a due. La moto riscosse poco successo, anche se il 19 e 20 agosto 1985 venne fatta provare a Kenny Roberts che, sul circuito di Misano, ottenne degli ottimi risultati (fece segnare un tempo sul giro in 1' 21" 86, 52 centesimi di secondo più lento del record della pista fatto segnare da Freddie Spencer in occasione del GP delle Nazioni 1984); nel 1986, la moto cambia tipo di cerchi che diventano a tre razze per entrambi i cerchi e non più a cinque; inoltre le pinze dei freni anteriori vengono spostate da davanti a dietro i foderi della forcella.

## Carriera agonistica
La moto esordì al GP di Jugoslavia 1985 pilotata da Marco Lucchinelli: qualificatosi 23º, lo spezzino terminò al 15º posto la gara, nonostante tre grippaggi. A questa prestazione ne seguirono altre più opache, e non fece meglio l'altro pilota Cagiva, Virginio Ferrari. Nella stagione successiva al posto di Ferrari fu ingaggiato lo spagnolo Juan Garriga, proveniente dalla 250, che terminò il mondiale al 17º posto grazie ad un ottavo posto nel GP di Spagna e un decimo in quello d'Olanda: fu il miglior piazzamento mai raggiunto da un pilota Cagiva fino ad allora. Lucchinelli, invece, corse solo il GP delle Nazioni, ritirandosi per un'uscita di pista. La C10 fu schierata anche nei primi tre GP della stagione 1987, affidata a Raymond Roche e Didier de Radiguès in attesa della nuova C587, ottenendo il decimo posto al GP del Giappone con Roche.